# EQT파트너스
EQT파트너스는 1994년에 설립된 스웨덴의 세계적 투자기업이다.
1994년 스웨덴의 발렌베리(Wallenberg) 가문과 콘니 욘슨에 의해 설립되었으며
약 1,800명의 임직원이 근무하며 49개의 펀드를 운용하며 1130억 유로(약 156조 원)를 운용한다
2022년 기준 EQT의 관리하는 자산은 €2,100억(미화 2,270억 달러)이며, Private Equity International의 2024년 PEI 300 순위에 따르면 모금액 기준으로 전세계에서 3번째로 큰 사모펀드 회사로 평가되었다.

## 조직
EQT파트너스는 1994년에 SEB, AEA Investors, 그리고 Investor AB에 의해 설립되었다 2016년 벤처 캐피털 회사인 EQT Ventures를 설립하였고 2019년 기업공개를 통해 상장하였다.
이 회사와 지사는 암스테르담, 코펜하겐, 프랑크푸르트, 건지, 헬싱키, 홍콩, 런던, 룩셈부르크, 마드리드, 밀라노, 뮌헨, 뉴욕, 오슬로, 상하이, 싱가포르, 스톡홀름, 바르샤바, 취리히에 사무실을 두고 있다.
2021년 EQT는 약 22억 유로 규모의 유럽 벤처 캐피털 회사인 Life Sciences Partners를 인수했다. 2022년에는 운용 자산이 10억 달러 에 달하며 Baring Private Equity Asia가 200억 싱가포르 달러 규모의 펀드를 운용한다.

## 한국
2023년 서울 사무소를 개소하였으며 한국 시장에서 ▲EQT 밸류애드 인프라(인프라) ▲BPEA EQT(사모펀드) ▲EQT 엑서터(부동산) 등 3개의 사업부문에 집중하고 있다 앞서 2022년 3월 글로벌 PEF 베어링PEA을 68억 유로(약 9조2000억 원)에 인수하였고 SK쉴더스에 투자하였다

2025년 제네시스프라이빗에쿼티(PE)로부터 한국 재활용 플랫폼 기업 KJ환경 등 17개사를 1조 1,000억원에 한꺼번에 인수하였다
2025년 SK쉴더스의 3조3000억원 규모 리파이낸싱 작업을 본격화한다.
2025년 '리멤버 (소프트웨어)'의 운영사 리멤버앤컴퍼니를 인수하였다.

## 펀드 투자
- 2017년, Pritzker Group 에서 의료 기기 회사 Clinical Innovations를 250달러에 인수 백만[17]
- 2019, SUSE는 2.5달러 억[18][19]
- 2019년, Digital Colony Partners로부터 Zayo Group Holding Inc를 143억 달러에 인수 억[20]
- 2019, Nestlé Skin Health 인수를 위한 ADIA와 컨소시엄의 일부[21]
- 2019, 아쿠마티카[22]
- 2019년 독일 광섬유 네트워크 공급업체 Inexio가 1.1달러에 인수됨 십억[23]
- 2020년 스페인 부동산 웹사이트 Idealista €1.3 십억[24]
- 2020년, Datacenter Provider Edge Connex가 27억 달러에 인수되었다.[25]
- 2021년 태양광 및 저장 장치 개발업체 Cypress Creek Renewables 인수 계획 발표[26]
- 2021년 FirstGroup 으로부터 First Student 및 First Transit 구매[27]
- 2022년 Stockland 의 호주 은퇴 생활 포트폴리오는 Levande로 이름이 변경되어 약 10억 호주 달러에 판매되었다.[28]
- 2023년 생명을 구하는 의료 시술에 사용되는 고급 폴리머 구성품 분야의 글로벌 리더인 Zeus Company를 34억 달러에 인수할 계획 발표 십억.[29]
- 2024년, 디지털 컨설팅 회사 Perficient를 10억 달러 현금 거래로 인수했다. 2024년 10월에 인수가 완료되었다.[30]
- 2024년, EQT AB와 Canada Pension Plan Investment Board를 포함하는 Neuberger Berman 이 이끄는 사모펀드 컨소시엄은 국제 사립학교 운영자인 Nord Anglia Education을 145억 달러에 인수하기로 합의했다.[31]
- 2024년, 스톡홀름에 본사를 둔 재생 에너지 개발 회사인 OX2의 주식 100%[32]